# Superman (videogioco)
Superman è un videogioco di genere avventura dinamica progettato da John Dunn e pubblicato da Atari, Inc. per Atari 2600 nel 1979.

## Modalità di gioco
Il giocatore prende il controllo del personaggio di Superman, l'obiettivo è riparare il ponte distrutto da Lex Luthor, catturare Luthor e i suoi criminali, ed entrare in una cabina telefonica per travestirsi da Clark Kent, per tornare al Daily Planet nel più breve tempo possibile. L'unica debolezza di Superman è la Kryptonite che viene rilasciata da Luthor. Se Superman viene colpito dalla Kryptonite, perde tutte le sue abilità per catturare i criminali e volare. Per riconquistare i poteri, deve trovare Lois Lane e darle un bacio.
In questo gioco Superman ha tre poteri ovvero: forza, visione a raggi X e volo.